# ラウンドメープル
ラウンドメープル（Round Maple）は、イギリス、イングランドのサフォーク州エドワードストーン村にある集落である。ラウンドメープルはエドワードストーン村の北東1.9キロメートルに位置し、サドベリーから東北東に9.6キロメートル、ロンドンから北東87.8キロメートルの距離にある。郵便番号は「CO10」。

## ラウンドメープルマイルド
南隣りのミル・グリーン集落で生産するエールに「ラウンドメープルマイルドエール」として名称が使われている。アルコール度数3.3％、メープルシロップを少し加えたダークエールである。

## 建築物
ラウンドメープルには、4つの重要文化財建築物（Grade II Listed buildings）が存在する。それらすべてが木造で漆喰塗りである。建物は「リトルサッチとハサウェイコテージ」、「クイックス・ファームハウス」、「シーズンズ」、そして「ザ・フラッシング」がある。

## 地図
ラウンドメープルは、AZ社の英国道路地図では（1C、54）にある。フィリップス ナビゲーションブリテンでは（D4, 164）。グリッドリファレンスのコードは「TL953436」で、その緯度は52.056308、経度0.847251である。